# 大江山鬼瓦公園
大江山鬼瓦公園（おおえやまおにがわらこうえん）は、京都府福知山市大江町河守にある鬼をテーマにした都市公園（街区公園）である。

## 歴史
1988年（昭和63年）に宮福鉄道（現・京都丹後鉄道）宮福線大江駅が開業したことを機に、大江町は鬼をテーマとした地域おこしに取り組んでいる。1986年（昭和61年）から1990年（平成2年）までかけて大江山鬼瓦公園が完成し、1989年（平成元年）に開催された「昭和の鬼展」で展示された鬼瓦が恒久展示された。
2000年（平成12年）の10月には、天皇皇后の行啓があった。

## 特色
京都丹後鉄道大江駅のすぐ前にある。大江山の鬼伝説に因み、鬼師が製作した鬼瓦など72点が野外展示されている。その他に鬼の酒噴水等がある。

## 施設

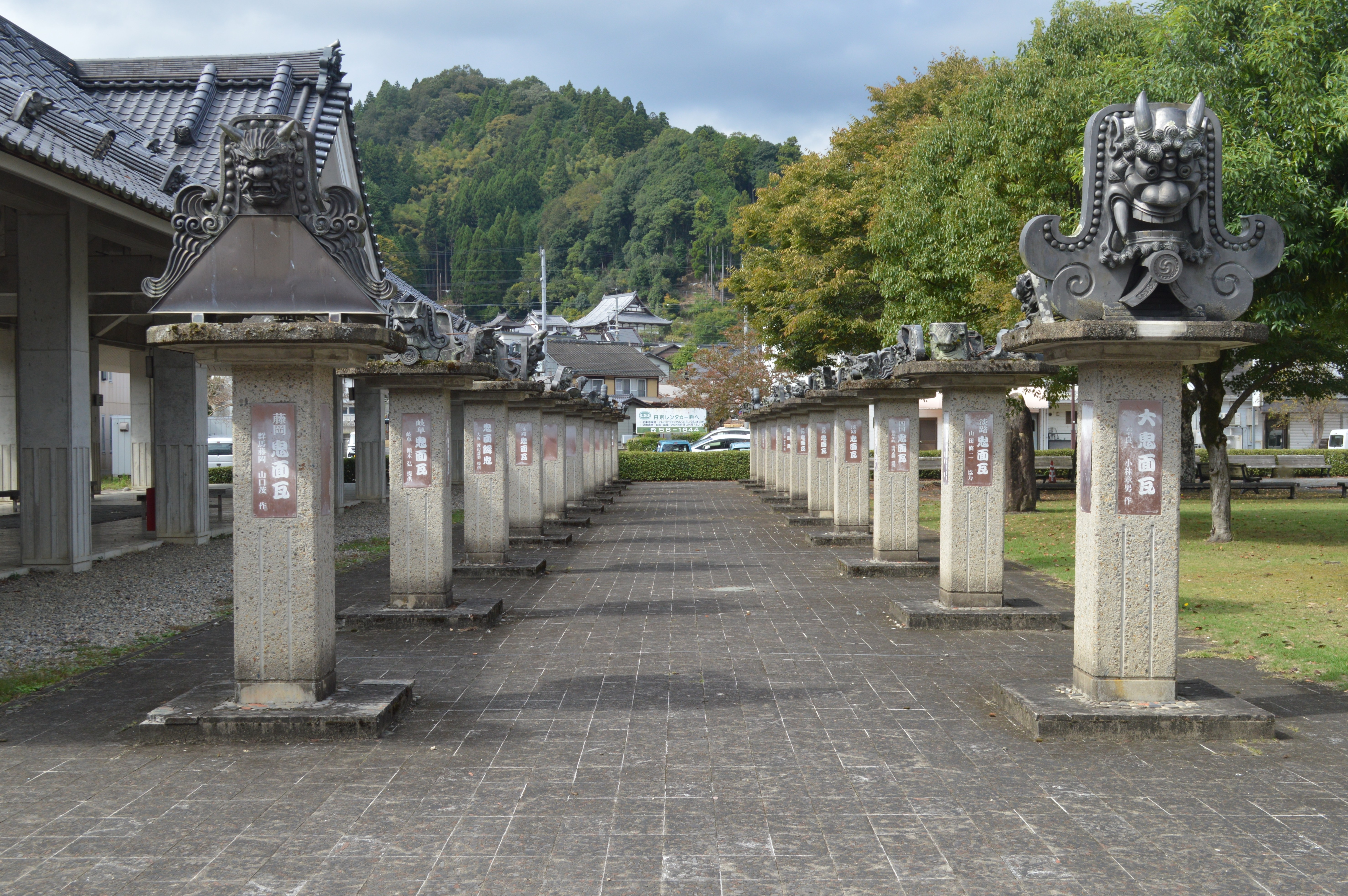
鬼面柱の回廊
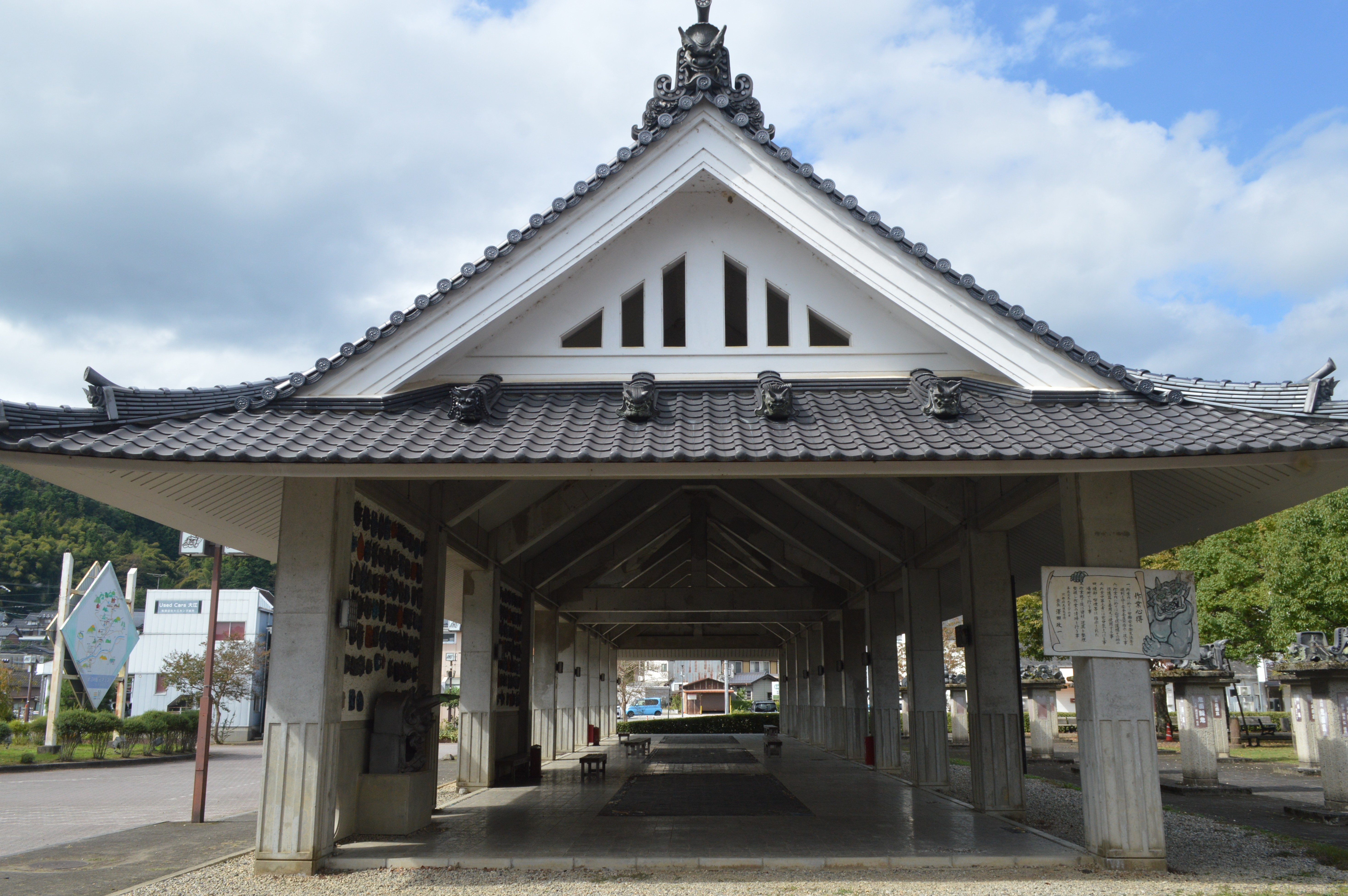
屋根付鬼の回廊
- 鬼の酒噴水
- 鬼門厄除け六面鬼
- 鬼のプロムナード
- 鬼のマンホールの蓋
- 鬼の街灯

- 鬼面柱の回廊
- 屋根付鬼の回廊

## 現地情報
所在地
- 〒620-0301 京都府福知山市大江町河守285

交通アクセス
- 京都丹後鉄道宮福線大江駅から徒歩約1分
- 京都縦貫自動車道 舞鶴大江ICから国道175号経由で約15分